# هنری بیلی (بازیکن فوتبال)
هنری بیلی (انگلیسی: Henry Bailey; ۲ دسامبر ۱۸۹۷ – ۱۹۶۵ (۶۷−۶۸ سال)) بازیکن فوتبال اهل بریتانیا بود.
از باشگاه‌هایی که در آن بازی کرده‌است می‌توان به باشگاه فوتبال اکستر سیتی، باشگاه فوتبال لوتون تاون، باشگاه فوتبال میلوال، و باشگاه فوتبال برنتفورد اشاره کرد.